# Asmara
Asmara (eller Asmera) är Eritreas huvudstad. Staden är belägen i centrala delarna av Eritrea på 2 350 meters höjd, och folkmängden beräknades till cirka 870 000 invånare 2017.
Asmara är en trafikknutpunkt med järnväg till hamnstaden Massawa vid Röda havet, och har en internationell flygplats. Staden har textil-, lädervaru- och livsmedelsindustri. Staden är känd för sin arkitektur som består av tusentals byggnader i futuristisk stil, art-déco stil och modernistisk stil. De byggdes under perioden 1890–1947 då Eritrea var en italiensk koloni. 2016 blev staden klassad som ett världsarv enligt UNESCO, den enda staden i världen att i sin helhet bli tillagd på listan. Bland byggnaderna finns hotell, teatrar, operahus, industribyggnader, museum, bostadshus och kyrkor m.m. Sedan 1948 har Asmara även ett universitet.

## Historia

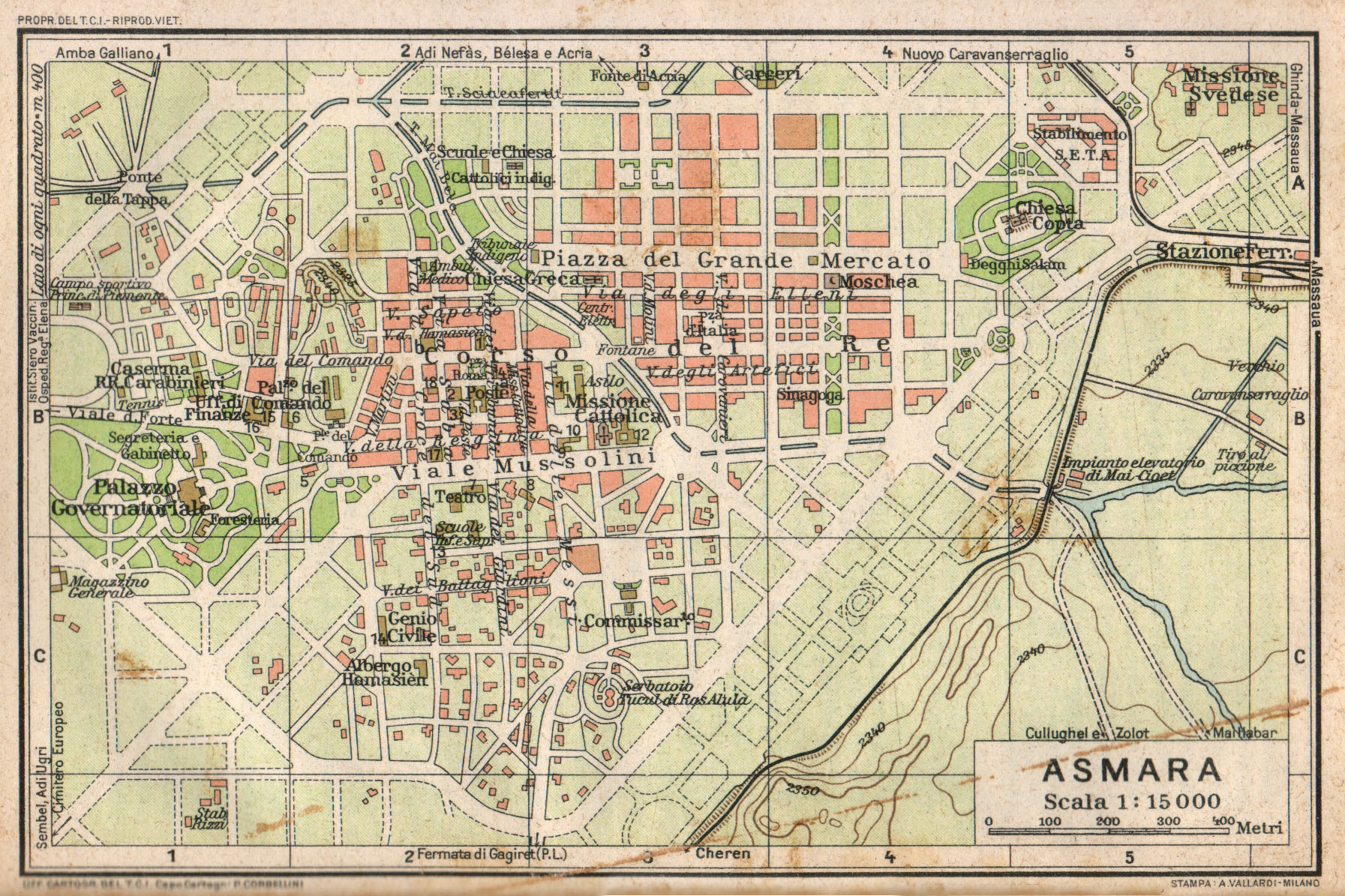
Karta över Asmara under 1920-talet

Asmara grundades genom en union av fyra byar redan på 1100-talet.

Staden var en del av Italienska Eritrea mellan 1889 och 1941. Under det italienska styret var Asmara den afrikanska stad med störst antal italienska invånare. Detta har påverkat stadens arkitektur och många gator och platser har fortfarande italienska namn. Staden ockuperades av britterna 1941, och stod under brittisk administration till 1952. Den var huvudstad i den etiopiska provinsen Eritrea tills Eritrea blev en självständig stat 1993.

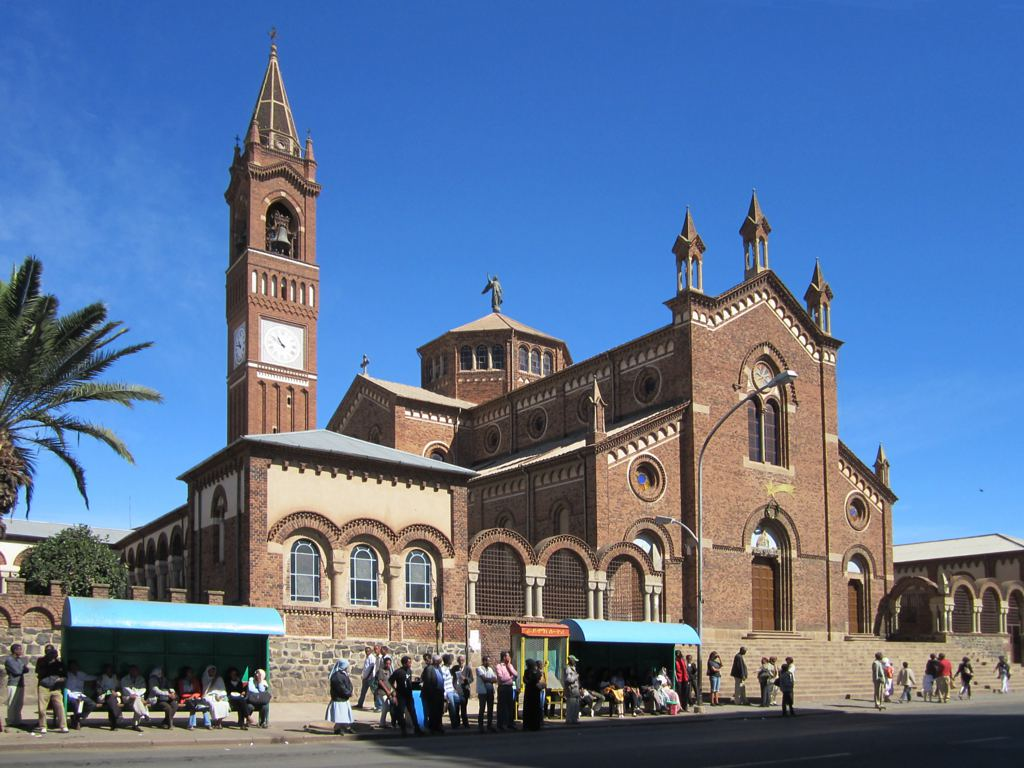
St. Joseph-katedralen.

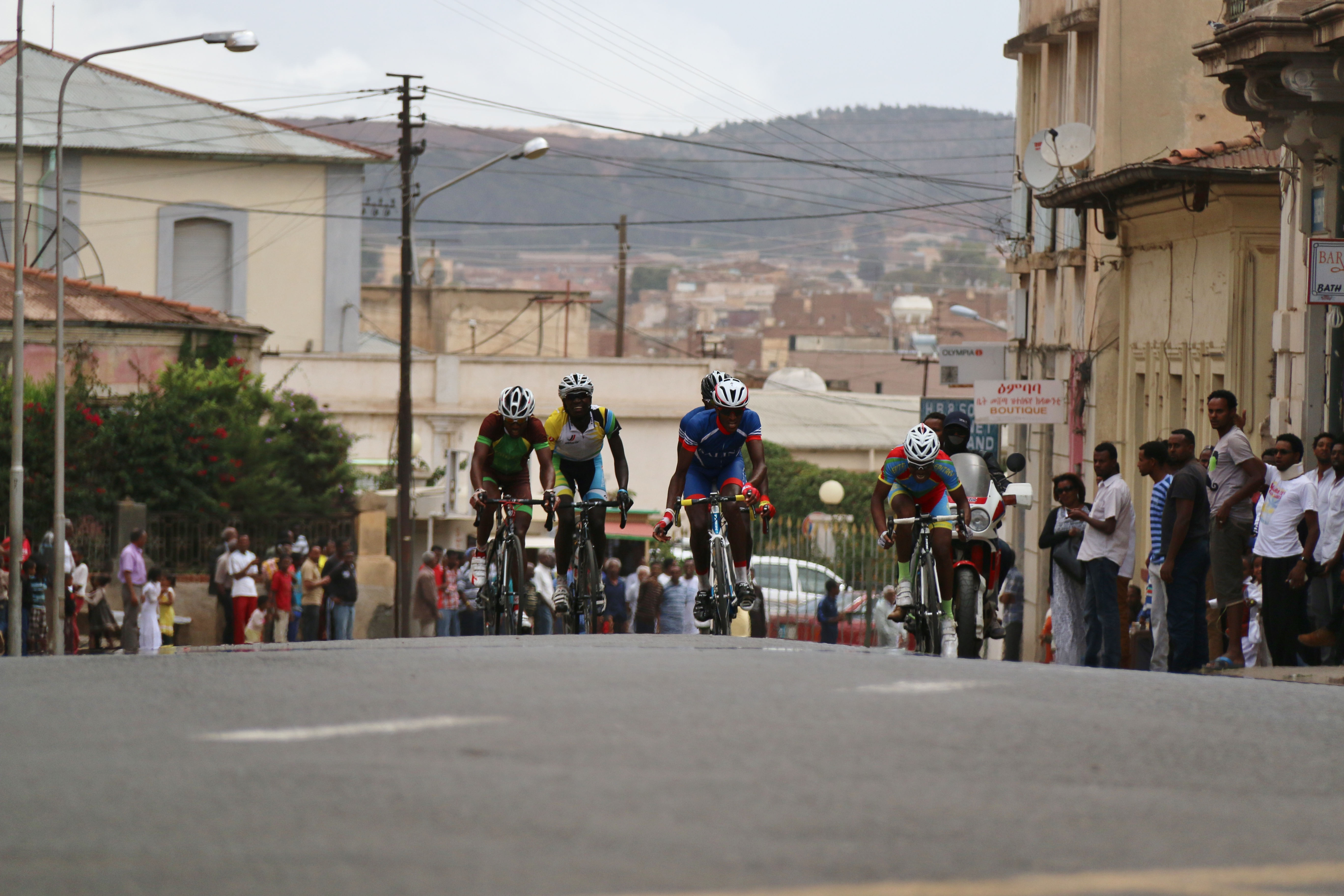
Cykeltävlingen Tour of Eritrea (Giro D’Eritrea) i Asmara. Tävlingen hålls årligen sedan 1946

## Klimat
Asmara har ett mildare klimat än övriga landet på grund av sin höga höjd. Juli och augusti utgör Asmaras regnperiod. I sällsynta fall kan det hagla i staden. Det senaste stora snöhaglet var i mars 2014. December till februari är Asmaras torraste månader.

## UNESCO Världsarv- Arkitektur
Den 8 juli 2017 blev hela huvudstaden Asmara listad som ett UNESCO-världsarv, inskriptionen ägde rum under världsarvskommitténs 41:a session.
Staden har tusentals byggnader i futuristisk, art-déco och modernistisk stil som konstruerade under den italienska kolonialperioden av Eritrea. Staden med smeknamnet "La piccola Roma" ("Lilla Rom"), ligger 2350 meter över havet och var en idealisk plats för konstruktion av alla byggnader på grund av sin placering på hög höjd. Italienska och Eritreanska arkitekter använde en kombination av italienska och lokala material vid konstruktionen av byggnaderna.
Byggnader som byggdes inkluderar operahus, teatrar, hotell, villor, biografer, fabriker m.m. Några av exemplar är Asmaras operahus, Villa Roma, Eritreas nationalmuseum, St. Joseph-katedralen m.m.

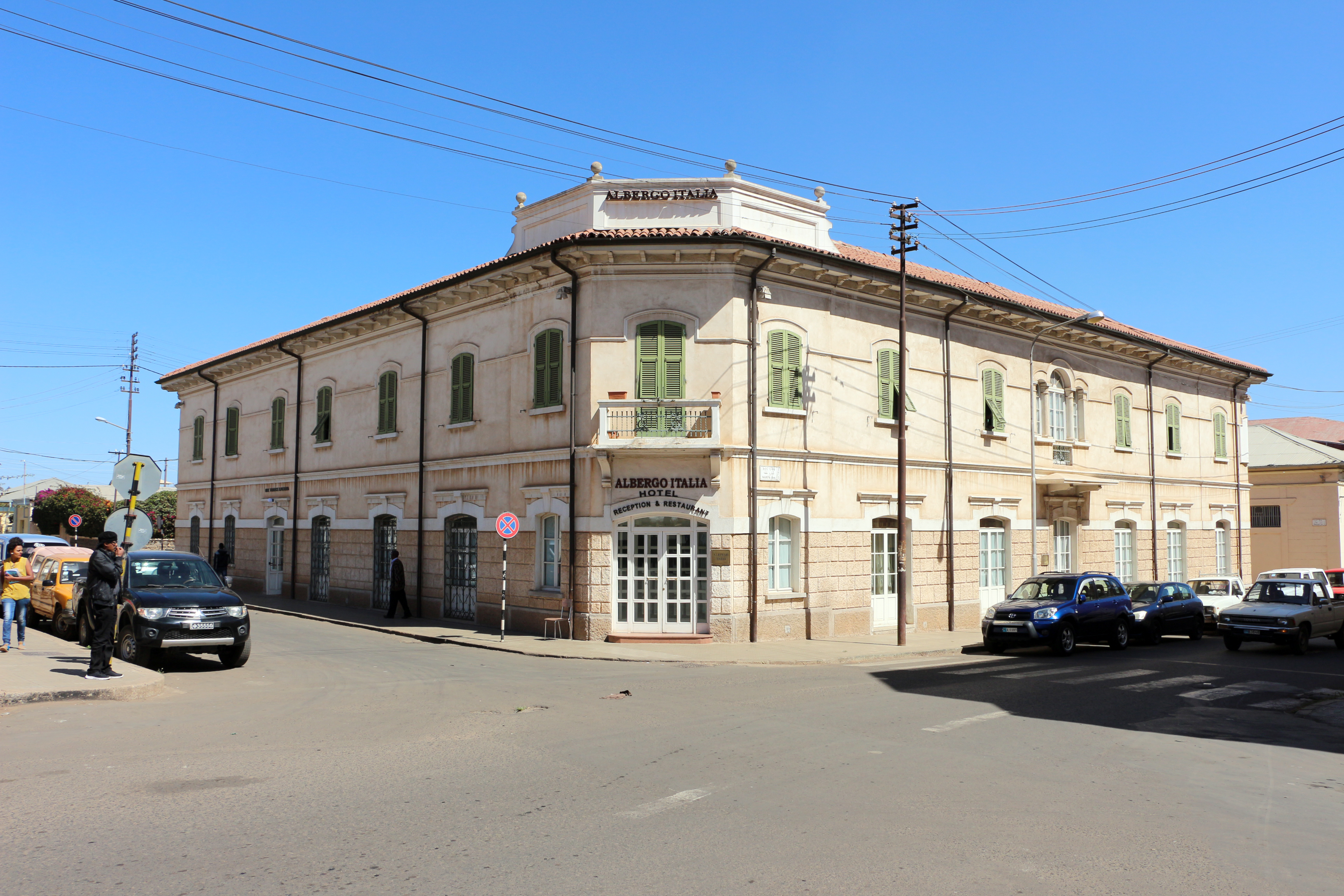
Hotell Albergo Italia byggt 1889
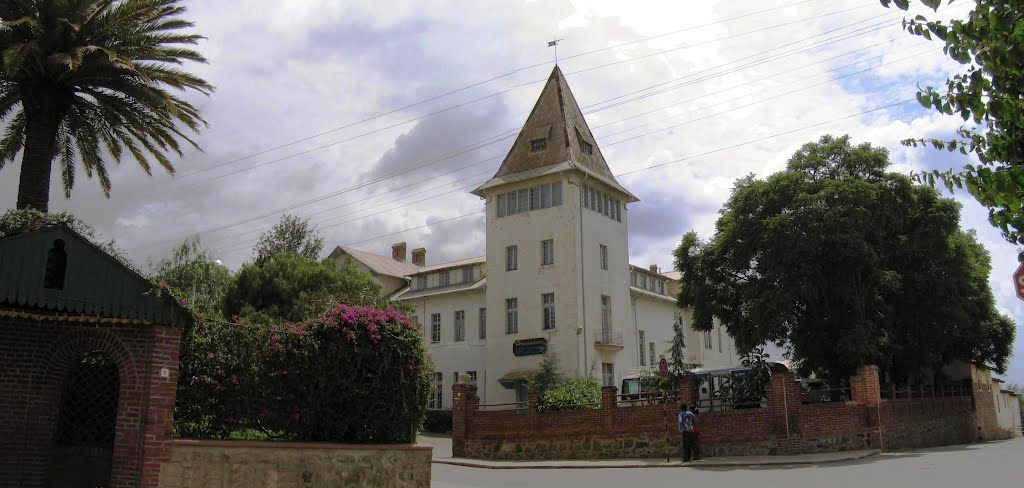
Embasoira hotell byggt 1919
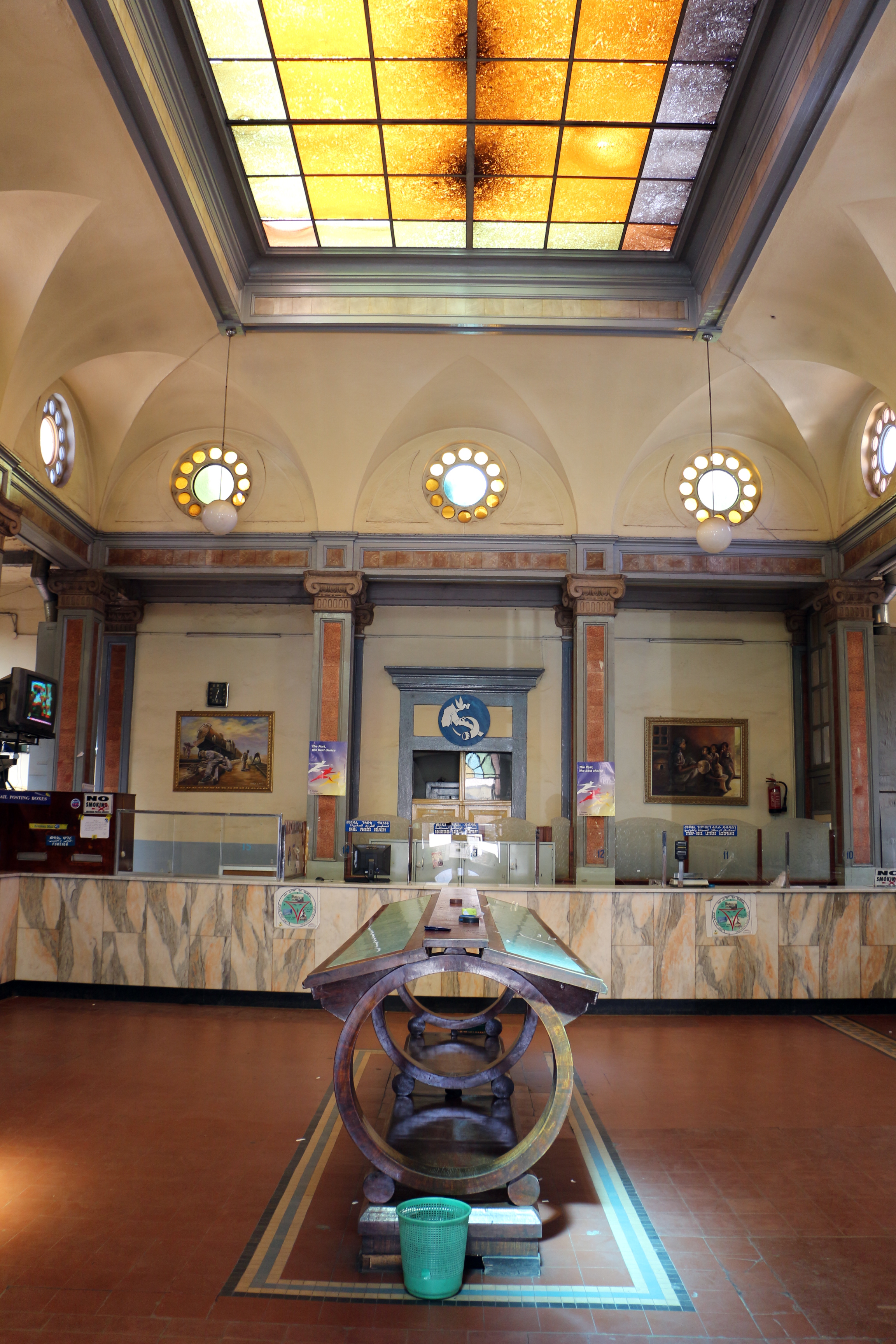
Asmara postkontor interiör
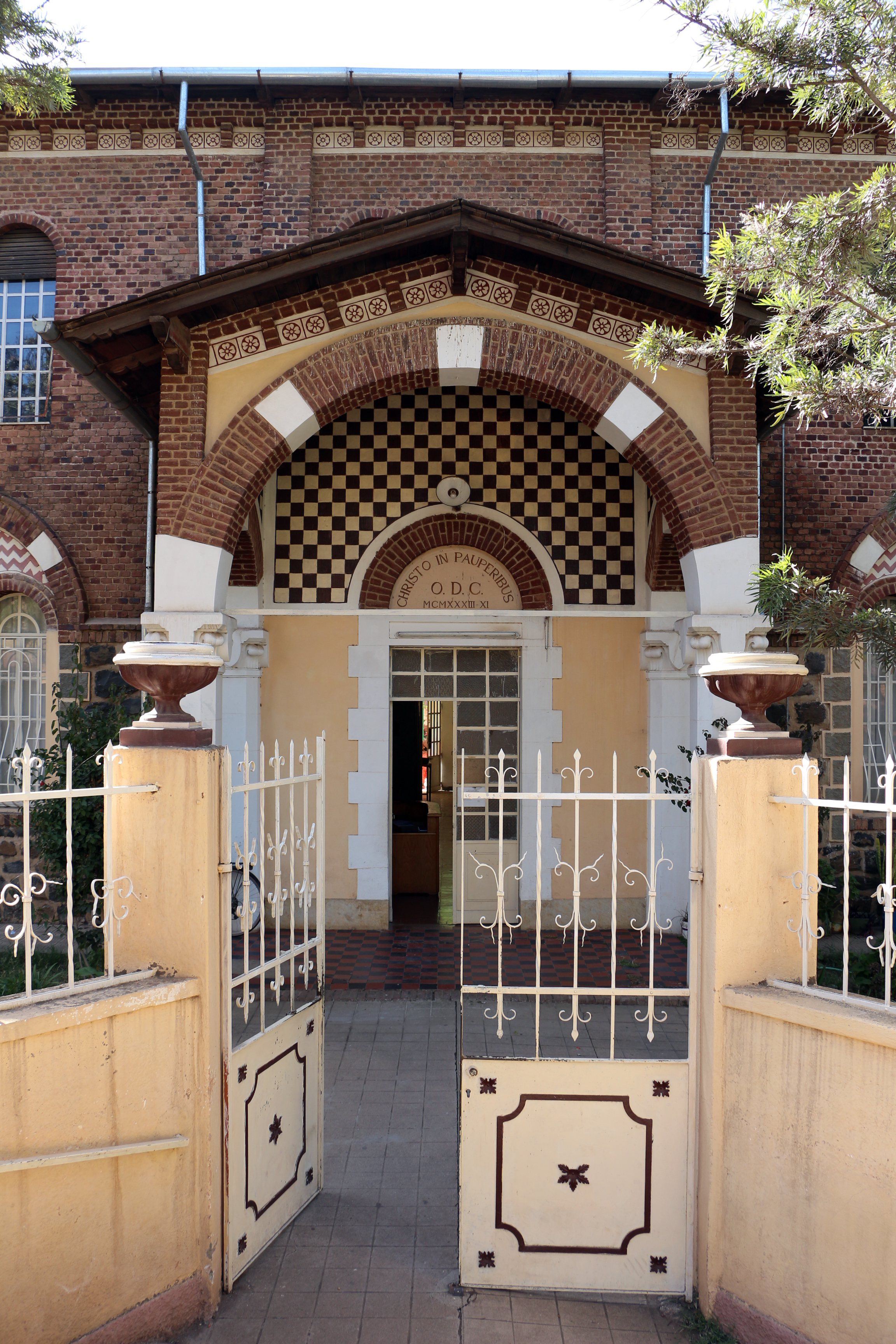
Eritreanska nationalmuseet i Asmara
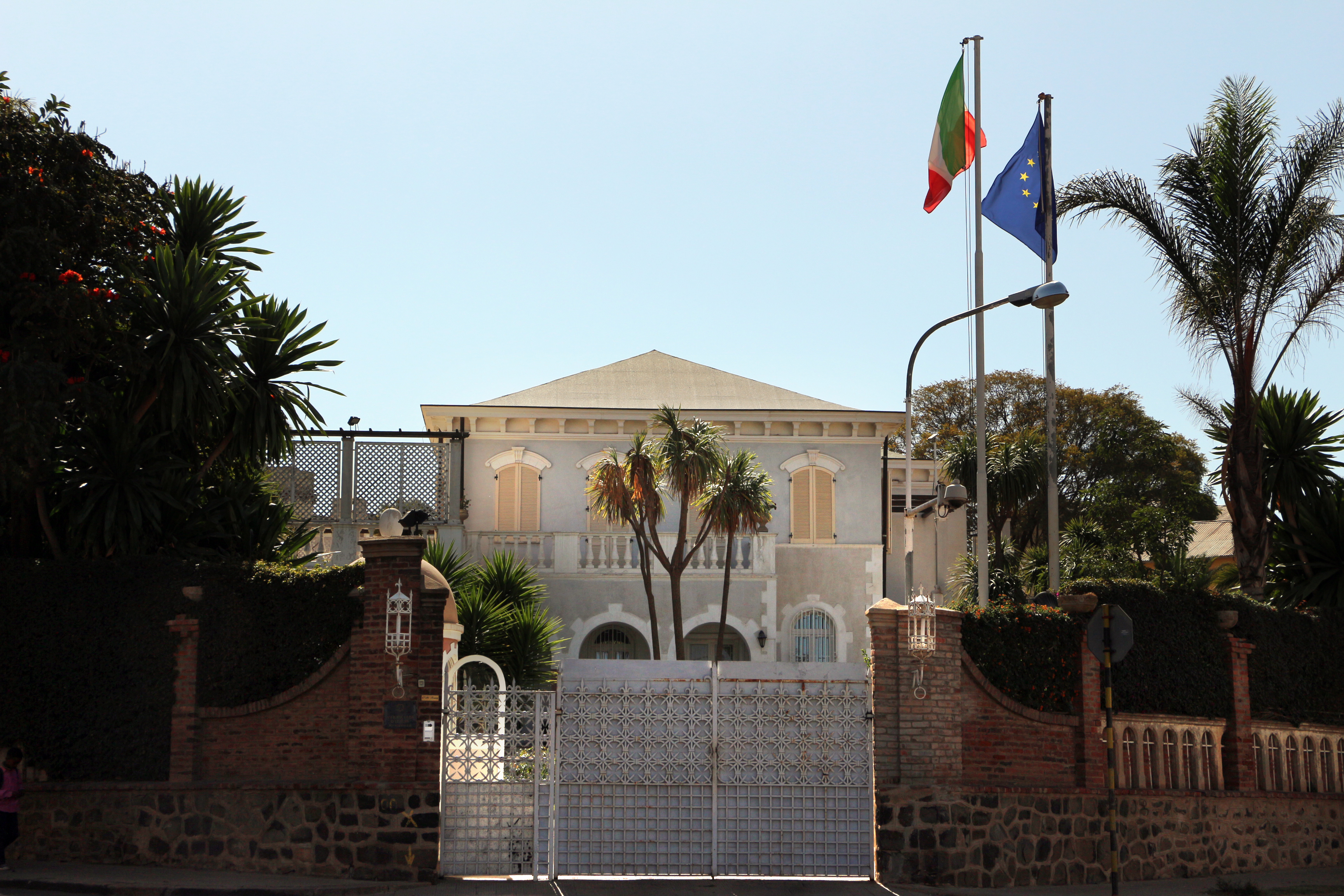
Villa Roma